# 서검도
서검도(西檢島)는 인천광역시 강화군 삼산면 서검리를 주도(主島)로 하는 섬이다. 행정구역은 인천광역시 강화군 삼산면 서검리이다. 
강화도에서 딸린 섬이며 면적 1.443㎢이고 석모도에서 8km 해상에서 딸려있다.  
약 100명 이상 가량의 인구가 살며 주민등록상 인천광역시 강화군에 속해있고 대부분 고령층이 많다. 주로 쌀, 보리, 마늘, 콩을 재배하며 수산물도 성하다.

현재 2사단 해병대원들이 주둔해 있다